# Tunica media

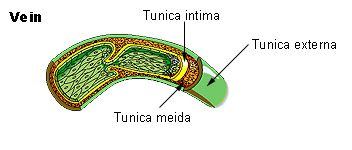
Znázornění cévní stěny

Tunica media je střední vrstva krevní a lymfatické stěny spolu s tunica intima (vnitřní vrstva) a tunica adventitia (vnější vrstva). Od vnitřní vrstvy se liší svou barvou a odlišnou orientací vláken. Ve velkých artériích jsou vrstvy oddělené membránami- mezi tunica media a tunica adventitia se vyskytuje elastica externa a mezi tunica media a tunica intima se nachází elastica interna.

## Popis

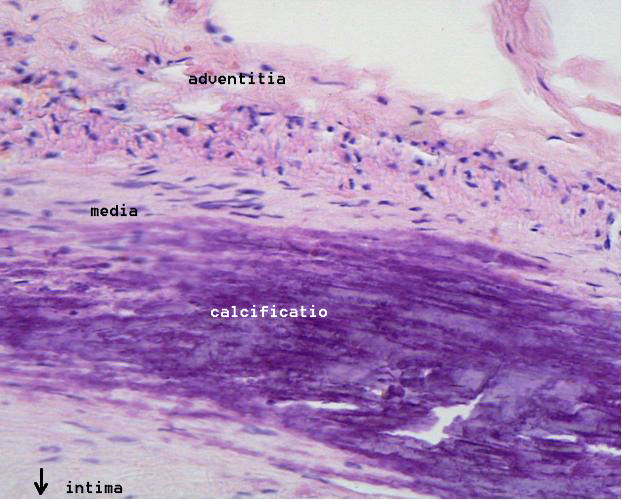
Histologický snímek, barvení haematoxillin & eosin

Tunica media je tvořena zejména cirkulárně uspořádanými vlákny hladké svaloviny, která jsou obklopena značným počtem kolagenových vláken (kolagen typu III) sloužících jako podpůrná konstrukce pro buňky svaloviny a zabraňující roztržení cévy.
Mezibuněčná hmota je poměrně řídká a může obsahovat chondroitinsulfát. Buňky v tunica media jsou kryté fenestrovanou (proděravěnou) elastickou membránou.
Poměr a uspořádání všech tří vrstev se liší u různých cév. Zejména se liší v:
- Tloušťce: Artérie mají obecně tlustší vrstvu tunica media (více svaloviny i elastických vláken než vény nebo lymfatické cévy. S velikostí cévy roste tloušťka tunica media.
- Rozlišení: V krevních cévách jsou jednotlivé vrstvy více rozlišené oproti lymfatickým.
- Množství kolagenu: Vény obsahují více kolagenu než artérie
- Uspořádání vláken: Ve velkých arteriích jsou svalové buňky uspořádané do větších svazků, u malých arteriích je 2-5 koncentrických vrstev svalových buněk, v žílách je orientace vláken nejčastěji podélná [2]

Nenachází se v kapilárách, kde by zabraňovala výměně látek. Naopak u srdce je tunica media nejmohutnější a tvoří srdeční svalovinu nazývanou myokard.

## Patologie
Stěny jsou zásadní pro správný krevní oběh a jejich poškození či zeslabení může vyvolat řadu problémů. Jedním z nich je lokální rozšíření průsvitu cév neboli aneurysma, které pokud praskne, začne masivně krvácet. S přibývajícím věkem ubývá pružnost cév, což je způsobeno zvětšováním množství kolagenu v tunica media. To je jednou z příčin primární hypertenze (zvýšení krevního tlaku), jednoho z nejčastějších onemocnění dnešní doby.